# Landsat 7
Landsat 7 egy amerikai földmegfigyelő műhold, amit 1999. április 15-én indítottak a világűrbe.  A Landsat program hetedik tagja és a hatodik sikeresen pályára állított műholdja. Mivel felbocsátásuk óta a Landsat 8 és a Landsat 9 is sikeresen felvételez, elérkezettnek látták az időt, hogy 2022. április 6-án a Landsat 7 szenzorát készenléti állapotba kapcsolják és a műholdat alacsonyabb pályára állítsák.

## Küldetés
A küldetés célja a terméshozam becslése a mezőgazdaságban, az ásványi anyagtartalom vizsgálata, a természeti jelenségek és károk (vihar, hó, árvíz, tűz) detektálása, a növényi betegségek, a vízben és tápanyagban szegény területek térképezése.

## Története
Három nagy amerikai kormányzati szervezet, a NASA, a Nemzeti Óceán- és Légkörkutatási Hivatal (NOAA) és az Amerikai Geológiai Szolgálat (USGS) bevonásával sikerül a világűrbe bocsátani. A műhold tervezője a NASA volt, a kivitelező a Lockheed Martin Missiles & Space (LMMS), és az üzemeltetést a Belügyminisztérium (DOI) valamint Amerikai Geológiai Szolgálat (USGS) végezte.
1999. április 15-én a kaliforniai Vandenberg légitámaszpontról, az LC–2W (LC–Launch Complex) jelű indítóállványról egy Thor-Delta (7920) hordozórakétával állították alacsony Föld körüli pályára (LEO = Low-Earth Orbit). A műhold napszinkron, közel-poláris, 98,2 fokos hajlásszögű pályán 705 km magasságban halad, és 98,8 percenként kerüli meg a Földet. Az elliptikus pálya perigeuma 708 kilométer, az apogeuma 710 kilométer volt.

## Jellemzői
Tömege 2200 kg, hasznos teher 1550 kg. A kamerákat összefogó test egy keskeny henger (átmérője 2,75 méter), melyre kúpos csővázon (legnagyobb magassága 4,8 méter) helyezték el a napelemeket (1,55 kW), a működést biztosító berendezéseket és az üzemanyagtartályt. További egységet képez a TDKR antenna, a telemetria (azonnali, illetve mágnesszalagról biztosított képtovábbítás) berendezés – széles sávú modul (WBM) , a helyzetstabilizáló egység és a globális helymeghatározó rendszert (GPS). A stabilizálást, a pályakorrekciók végrehajtását gázfúvókák biztosítják.
Az űreszköz modern kamerákkal, technikai eszközökkel lett felszerelve. A Landsat 4 és 5 műholdakon elhelyezett TM szenzorainak továbbfejlesztett Enchanced Thematic Mapper Plus (ETM+) verzióját kapta. Az ETM+ 6 spektrális sávban 30 m-es, a termális infrvörösben 60 m-es és a pánkromatikus sávban 15 m-es térbeli felbontással rendelkezik. A felvételek radiometikus felbontása 8 bit, azaz 256 szürkeségi érték tárolására alkalmas. A műhold szenzora által felvételezett kép területe 170 km × 185 km-es, és 16 naponként készített ismétlődő felvételeket.
2003 májusában az ETM multispektrális szkenner korrekciós tükörrendszerének hibája miatt  miatt 75%-kal csökkent a szolgáltatott adatmennyiség.

## Szenzorok
A Landsat 7 műholdon az Enchanced Thematic Mapper Plus (ETM+) névre hallgató, tudományos vizsgálatokra alkalmas szenzort helyezték el. A TM szenzorhoz képest az elsődleges újítása a 15 m-es térbeli felbontású pánkromatikus sáv.  Továbbá a fedélzeten elhelyezett teljes rekeszű napelemes kalibráló (Full Aperture  Solar Calibrator), az 5%-os abszolút radiometrikus kalibráció és a termális infravörös sáv térbeli felbontásának javulása.
| Spektrális sáv              | Hullámhossz    | Térbeli felbontás |
| --------------------------- | -------------- | ----------------- |
| Sáv 1 - Kék                 | 0,45–0,52 µm   | 30 m              |
| Sáv 2 - Zöld                | 0,52–0,60 µm   | 30 m              |
| Sáv 3 - Vörös               | 0,63–0,69 µm   | 30 m              |
| Sáv 4 - Közeli infravörös   | 0,77–0,90 µm   | 30 m              |
| Sáv 5 - Közepes infravörös  | 1,55–1,75 µm   | 30 m              |
| Sáv 6 - Termális infravörös | 10,40–12,50 µm | 60 m              |
| Sáv 7 - Közepes infravörös  | 2,09–2,35 µm   | 30 m              |
| Sáv 8 - Pánkromatikus       | 0,52–0,90 µm   | 15 m              |